# Aleksa Palladino
Pour les articles homonymes, voir Palladino.
Aleksa Palladino, née le 21 septembre 1980 à New York, État de New York (États-Unis) est une actrice, auteure-compositrice-interprète, chanteuse et compositrice américaine.

## Biographie
Aleksa Palladino est né à New York, où elle a grandi et a travaillé en tant qu'actrice. Son premier rôle était Manny & Lo, acclamé par la critique, face à Scarlett Johansson, où elle a joué un personnage de 16 ans en dépit d'en avoir 14 à l'époque. L'année suivante, elle a reçu son premier rôle principal dans le court métrage Number One Fan avec Glenn Fitzgerald, et apparait Wrestling with Alligators avec Joely Richardson, le bien-reçu The Adventures of Sebastian Cole avec Adrian Grenier, et dans Second Skin avec Fitzgerald de nouveau.
L'année 2000 a vu la sortie de Red Dirt, suivi par le film indépendant Lonesome, et Storytelling avec Selma Blair. Elle a ensuite eu des apparitions dans New York, section criminelle, Les Sopranos (où elle a joué 2 personnages différents) et New York, police judiciaire.
En 2004, l'actrice a fait une apparition dans la série Medium, suivie de son rôle principal dans Spectropia et un soutien Jugez-moi coupable avec Vin Diesel. Elle est ensuite apparue dans Le Portrait de Dorian Gray, réalisé par Duncan Roy et tiré du roman d'Oscar Wilde, en jouant le premier amour du héros et a décroché un rôle dans la suite d'horreur intitulé Détour mortel 2.
En 2010, Aleksa Palladino est venue dans la série HBO Boardwalk Empire, dans lequel elle joue Angela Darmody. En 2014, elle joue le rôle de la danseuse-étoile Iris Lanzer dont est fan Sherlock Holmes interprété par Jonny Lee Miller dans la série Elementary. Et en 2015, elle a un rôle régulier dans la série Halt and catch fire : Sara Wheeler.

## Filmographie

### Télévision
- 2000 : Les Associées (The Huntress) : Brandi Thorson
- 2002 : New York, section criminelle (Law & Order: Criminal Intent) : Lilly Carlyle (Saison 1 épisode 13)
- 2003 : New York, police judiciaire (Law & Order) : Teresa Drosi
- 2004 : Les Soprano (The Sopranos) : Alessandra
- 2005 : Médium (Medium) : Geraldine Hanscombe
- 2006 : FBI : Portés disparus (Without a Trace) : Katie Duncan
- 2010 : Boardwalk Empire : Angela Darmody
- 2014 : Elementary : Iris Lanzer
- 2015 : Halt and Catch Fire : Sara Wheeler
- 2019 : The Loudest Voice : Judy Laterza

### Cinéma
- 1996 : Manny & Lo : Laurel
- 1997 : Number One Fan : Sadie
- 1998 : Wrestling with Alligators : Maddy Hawkins
- 1998 : Pas facile d'être papa (A Cool, Dry Place) : Bonnie
- 1998 : Celebrity : Production Assistant
- 1998 : The Adventures of Sebastian Cole : Mary
- 1998 : Second Skin : Gwen
- 1999 : Cherry : Darcy
- 2000 : Red Dirt : Emily Whaley
- 2001 : Lonesome : Lily Randolph
- 2001 : Storytelling : Catherine ('Fiction')
- 2001 : Ball in the House : Lizzie
- 2003 : Le Sourire de Mona Lisa (Mona Lisa Smile) : Frances the Girl in Italian Class
- 2004 : Admissions : Amherst Interviewer
- 2005 : Le Cercle 2 (The Ring Two) : Young Nurse
- 2006 : Spectropia : Spectropia
- 2006 : The Picture of Dorian Gray : Sibyl Vane
- 2006 : Jugez-moi coupable (Find Me Guilty) : Marina DiNorscio
- 2007 : Détour mortel 2 (Wrong Turn 2: Dead End) (vidéo) : Mara
- 2007 : 7 h 58 ce samedi-là (Before the Devil Knows You're Dead) : Chris Lasorda
- 2021 : Inside Ted : Dans la tête du serial killer (No Man of God) d'Amber Sealey